# 羅滕曼及韋爾茨陶恩山脈

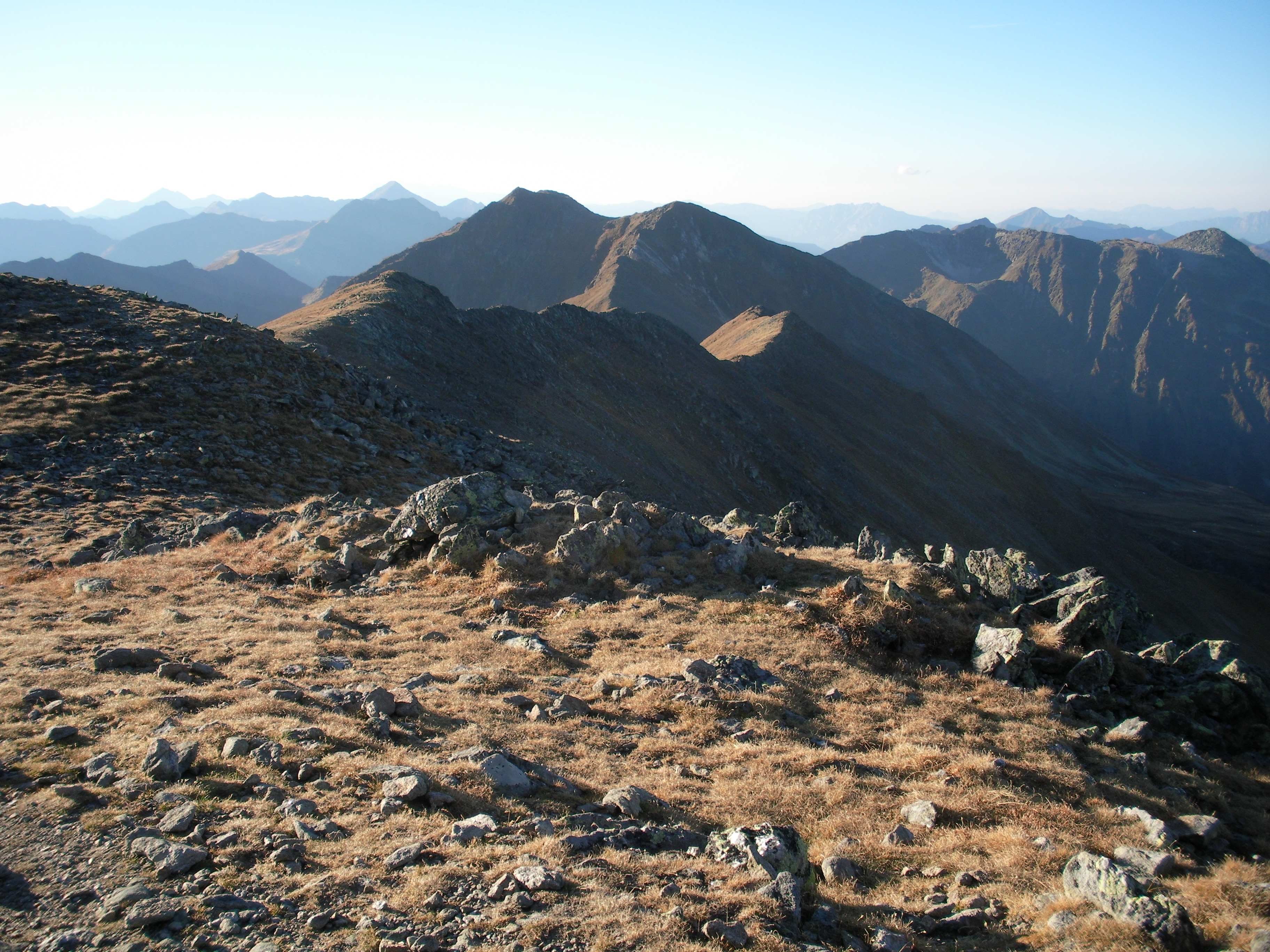

羅滕曼及韋爾茨陶恩山脈是奧地利的山脈，屬於中阿爾卑斯山脈的一部分，位於施蒂利亞州，西面是施拉德明陶恩山脈，最高點海拔高度2,475米。